# Клейники (Подляское воеводство)
Клейники (пол. Klejniki) — деревня в Хайнувском повете Подляского воеводства Польши. Входит в состав гмины Чиже. Находится примерно в 17 км к северо-западу от центра города Хайнувка. По данным переписи 2011 года, в деревне проживало 452 человека, что составляет 19% населения всей гмины.

## История
Деревня основана на королевском маршруте, соединяющем Бельск-Подляски и Гродно. Церковь появилась в селе в 16-м веке.

## Достопримечательности
- Церковь Успения Пресвятой Богородицы[пол.]

## Галерея

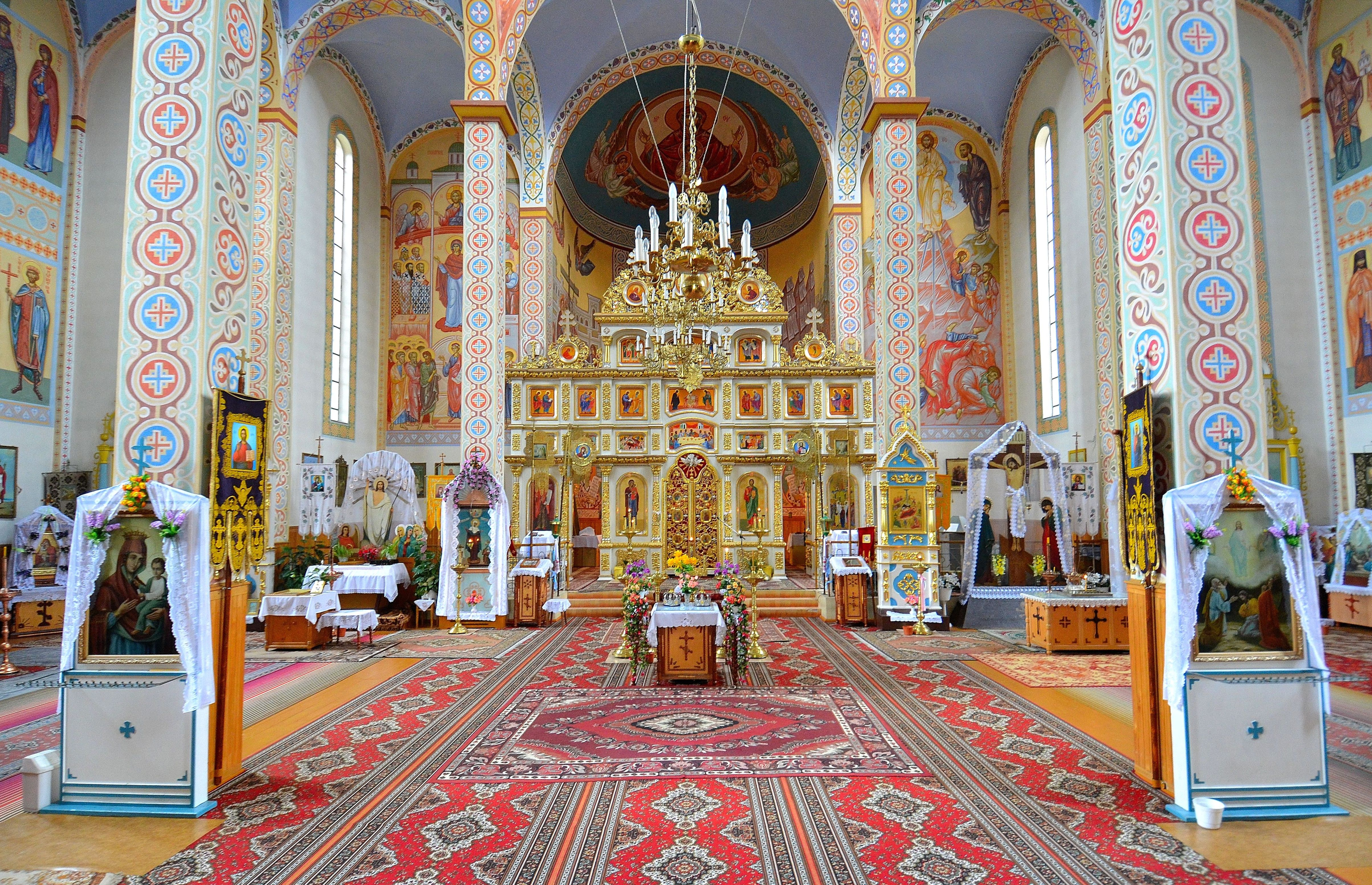
Интерьер сельской церкви
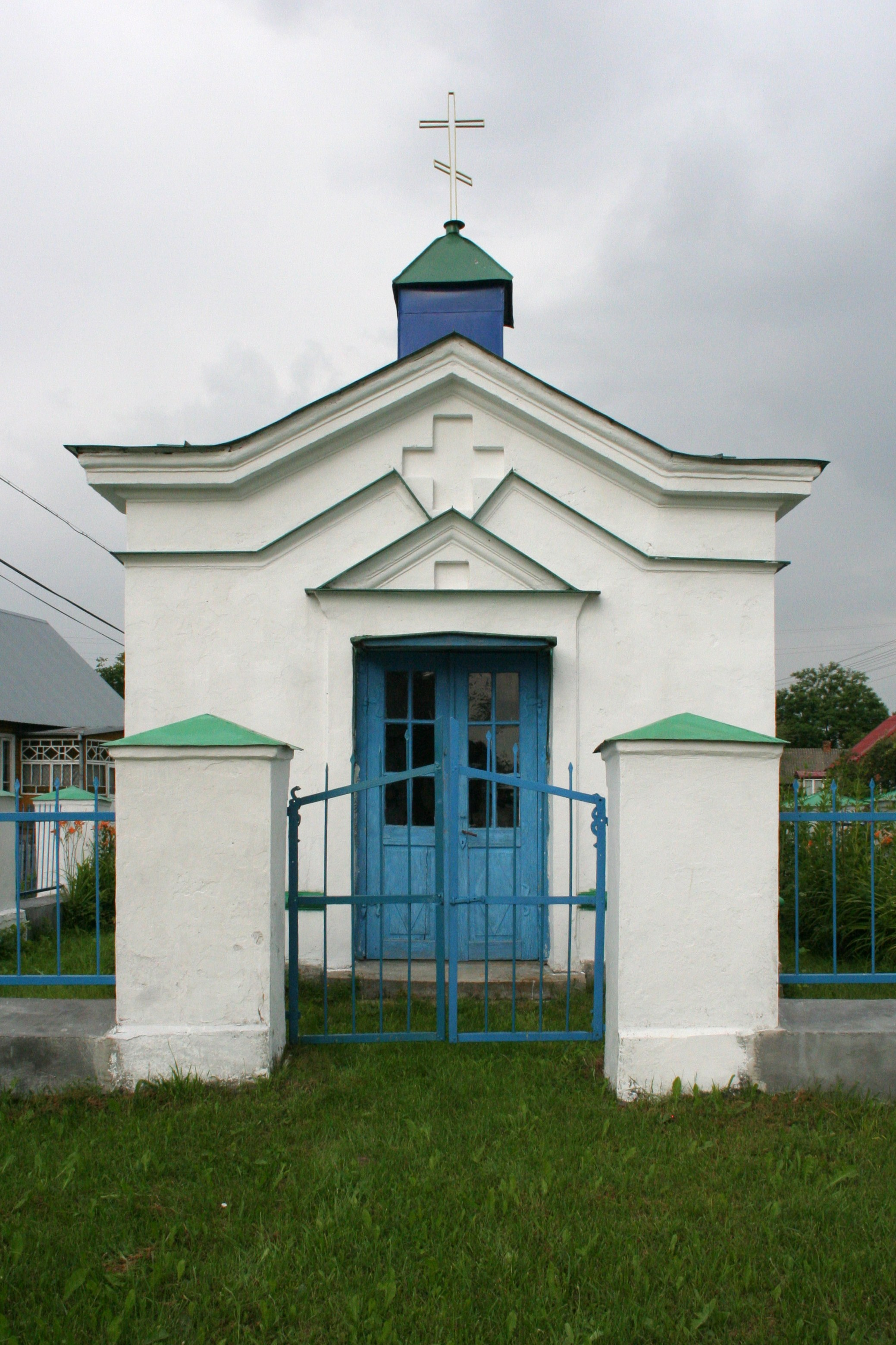
Часовня
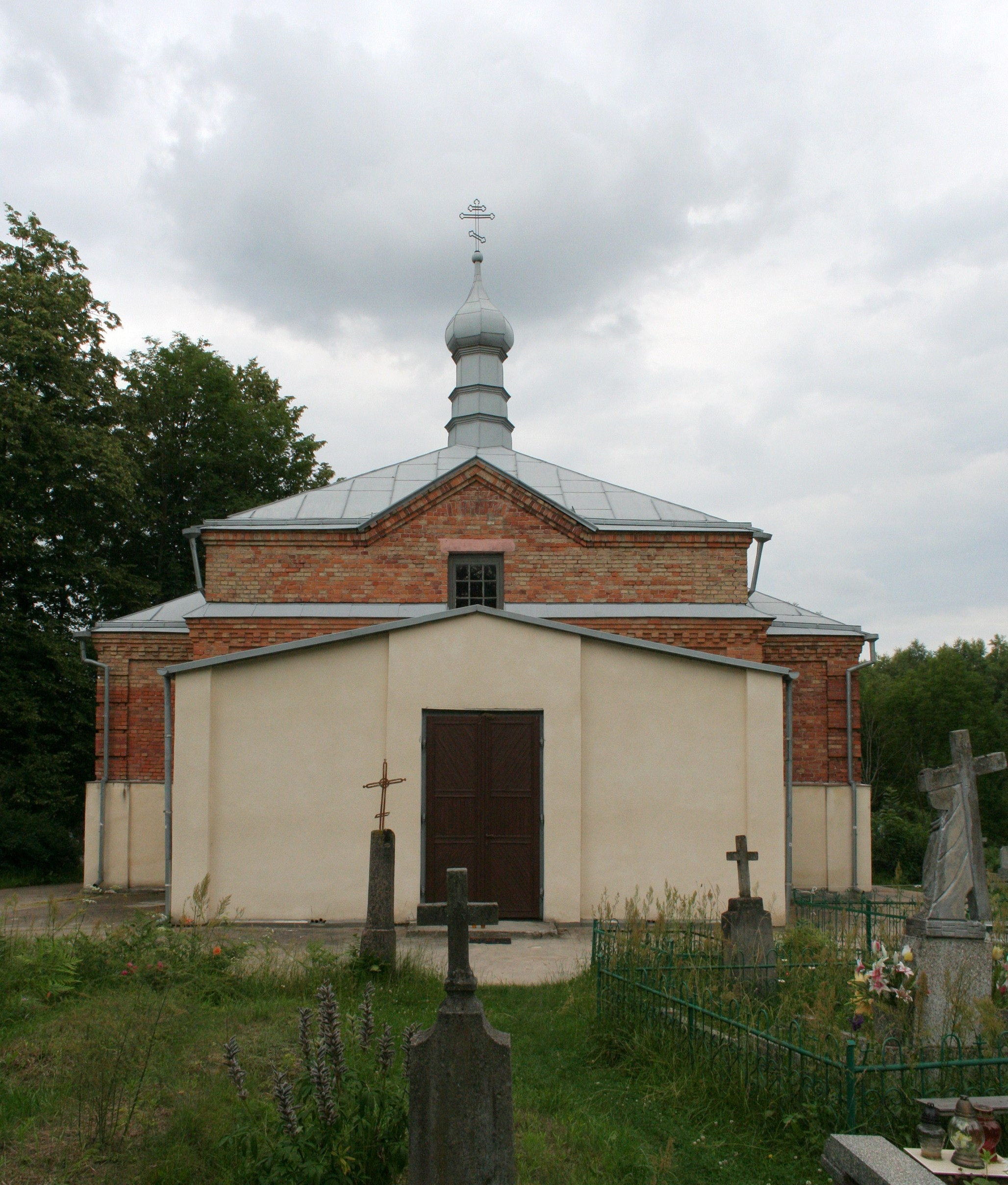
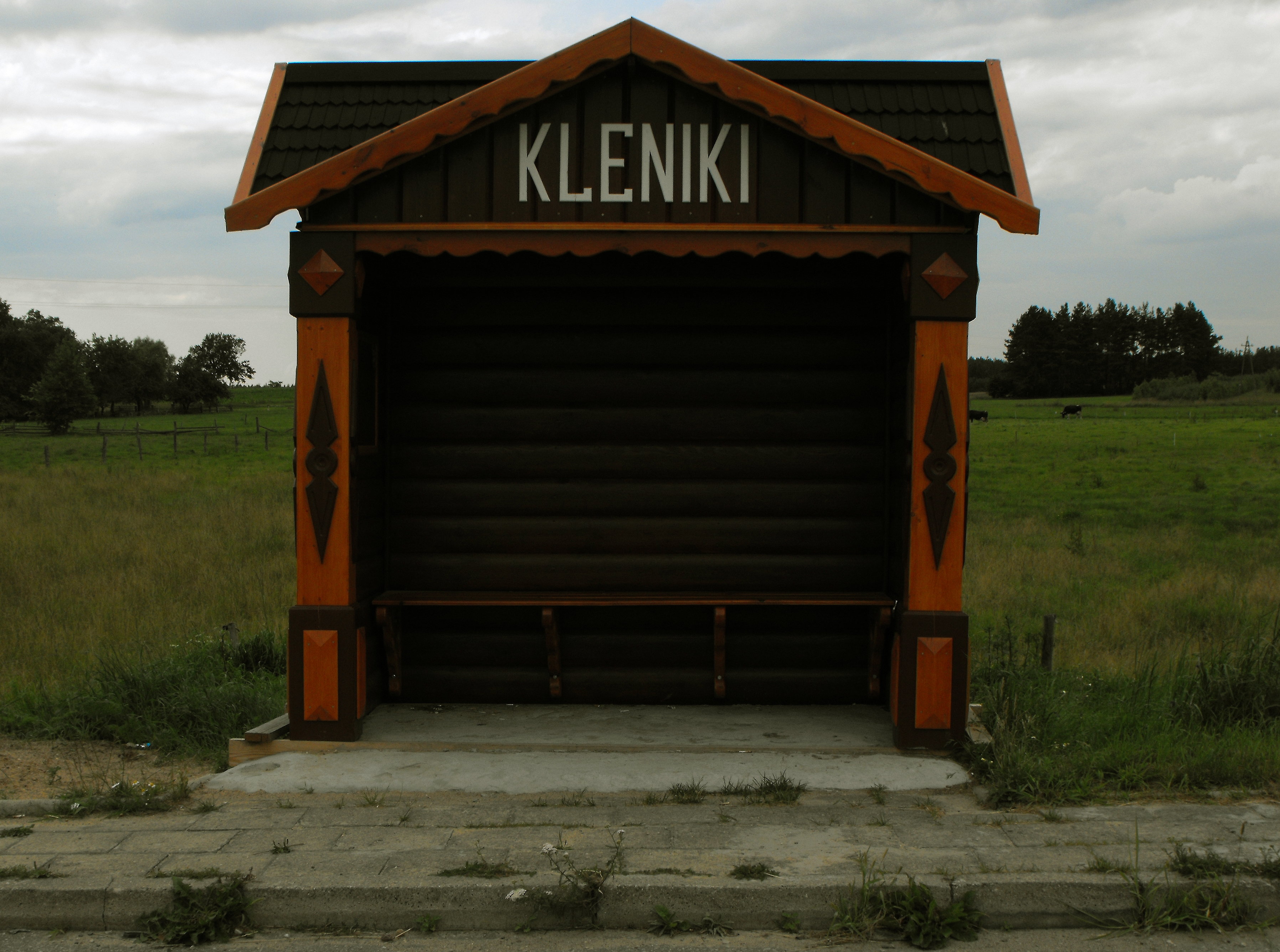
Автобусная остановка